# Гладкоголов Бейрда
Гладкоголов Берда (Alepocephalus bairdii) — морська риба родини Гладкоголових (Alepocephalidae), належить до роду Гладкоголовів (Alepocephalus). Видова назва дана на честь американського зоолога Спенсера Фуллертона Бейрда.
Мешкає в північній частині Атлантичного океану від Ісландії та Гренландії до півночі Африки. Досягає довжини 1 м, самиці більші за самців. Живуть довго (рекордний вік 38 років). Живляться медузами, креветками і дрібними рибами. Об'єкт промислового лову (переважно біля узбережжя Північно-Західної Африки).
Гладкоголов Берда дуже схожий зовні з палтусом. Ікра велика і на смак злегка нагадує лососеву.
У побуті стосовно гладкоголова Берда помилково використовується назва «талісман», хоча Талісмани (Talismania) — інший рід родини Alepocephalidae.